# Paul-Émile Roy
Pour les articles homonymes, voir Roy.
 (août 2020).
Si vous disposez d'ouvrages ou d'articles de référence ou si vous connaissez des sites web de qualité traitant du thème abordé ici, merci de compléter l'article en donnant les références utiles à sa vérifiabilité et en les liant à la section « Notes et références ».
Paul-Émile Roy, né en 1928 dans le village québécois de Saint-Cyprien, dans le Bas-Saint-Laurent, et mort le 1er janvier 2019 à la Villa des arbres à Laval, est un écrivain, essayiste et littérateur québécois.

## Biographie
Paul-Émile Roy fait ses études au collège Saint-Laurent et à l'université de Montréal, où il obtient son doctorat en littérature après avoir également étudié à l'Université de Paris.
Professeur de littérature au cégep de Saint-Laurent pendant une trentaine d'années, il collabore à plusieurs revues littéraires avant de se retirer de l'enseignement en 1991. 
Auteur de plusieurs essais et ouvrages polémiques, il s'est intéressé à l'éducation, à la politique et à la spiritualité. En outre, il réclame des réformes éducatives et demande de compléter la Révolution tranquille en la menant à sa conclusion normale, l'indépendance du Québec. Il a également signé des études critiques sur les œuvres de Paul Claudel, Germaine Guèvremont, Réjean Ducharme et Gabrielle Roy.

## Œuvres

### Essais
- Claudel, poète mystique, 1957
- L'Engagement chrétien, 1961
- Les Intellectuels dans la cité, 1963
- Libres dans la foi, 1968
- Croyant aujourd'hui, 1978
- Études littéraires, Germaine Guèvremont, Réjean Ducharme, Gabrielle Roy, 1989
- Une Révolution avortée : l'enseignement au Québec depuis 1960, 1991
- La Réforme de l'éducation au Québec, 1994
- Un homme attentif, Pierre Vadeboncœur, 1995
- La Magie de la lecture, 1996
- Propos sur la culture, 1997
- Rêveries dans les Laurentides, 1998
- Lectures québécoises et indépendance, 1999
- Le Temps d'agir, 2002
- Ruptures et Permanence, 2002
- L'Indéfectible Espérance, 2003
- Revisiter le christianisme, 2004
- Il faut achever la Révolution tranquille!, Saint-Zénon, Louise Courteau Éditrice, 2006, 108 p.
- Le Mouvement perpétuel - Itinéraire d'un Québécois candide dans la modernité, Montréal, Bellarmin, 2010, 480 p.

### Poésie
- Saisons (poèmes) 2009

### Correspondance
- L'Écrivain et son lecteur, correspondance avec Pierre Vadeboncœur, 2011

## Revues et journaux
- Dires
- L'Action nationale
- L'Agora
- Lectures
- La Presse québécoise
- Mens

## Honneurs
- 1991 - Prix Richard-Arès